# .bh
.bh és el domini de primer nivell territorial (ccTLD) de Bahrain.

## Història
El domini .bh es va delegar per primera vegada l'any 1994 al Centre d'Informàtica de la Universitat de Bahrain. El 1999, el domini va ser delegat a la Bahrain Telecommunications Company, que des de llavors continua sent-ne l'organització patrocinadora.
El 2002 es va establir l'Autoritat de Regulació de les Telecomunicacions, i el 2008, el ministre de Telecomunicacions de Bahrain va assignar a TRA com a agència governamental responsable de la gestió del domini de primer nivell .bh.
El 6 de desembre de 2011, l'Autoritat Reguladora de les Telecomunicacions va iniciar una sol·licitud a la ICANN per tornar a delegar el domini de primer nivell ".BH". El març de 2012, aquesta sol·licitud es va completar.
Els registres es poden fer directament al segon domini, o a un dels següents vuit subdominis:
- com.bh: Entitats comercials
- info.bh: Llocs informatius
- edu.bh: Institucions educatives
- biz.bh: Negocis
- net.bh: Proveïdors de serveis de xarxa
- org.bh: Organitzacions no governamentals
- gov.bh: Organitzacions governamentals